# Ревяко, Казимир Адамович
Казими́р Ада́мович Ревя́ко (9 августа 1937, Смоляники, Новогрудское воеводство — 9 июля 2013) — советский и белорусский историк, доктор исторических наук, профессор (БГУ). Антиковед, специализировался на истории Пунических войн.

## Биография

### Детство, учёба
К. А. Ревяко родился 9 августа 1937 года в деревне Смоленики (ныне Ляховичский район Брестской области). Рос в крестьянской семье, пережил Великую Отечественную войну и первые послевоенные годы. В 1955 году окончил школу в деревне Медведичи Ляховичского района. В том же году поступил в Минский библиотечный техникум им. А. С. Пушкина, который окончил с отличием.
В 1962 году окончил исторический факультет Белорусского государственного университета имени В. И. Ленина. В том же году начал работу учителем в школе деревни Синкевичи Лунинецкого района Брестской области. В 1967 году стал преподавателем в Краснобережном сельскохозяйственном техникуме Жлобинского района Гомельской области.

### Работа в БГУ
По приглашению заведующего кафедрой истории древнего мира и средних веков БГУ Ф. М. Нечая Казимир Ревяко поступил в аспирантуру, а с 1972 года начал работать на кафедре. «Профессор Нечай предложил своему ученику для исследования принципиально важный для романистики вопрос о роли плебса. Решить проблему предстояло на примере конкретного исторического события — II Пунической войны», — писал И. О. Евтухов.
В 1974 году К. А. Ревяко защитил кандидатскую диссертацию по теме «Роль римского и итальянского плебса во II-ой Пунической войне». И. О. Евтухов отметил: Казимир Адамович «убедительно показал, что после битвы при Каннах Рим понизил ценз римских граждан для службы в армии, в результате чего призванные в армию пролетарии (плебеи шестого разряда) омолодили её, повысили боеспособность и способствовали победе Рима». Уже в 1977 году была депонирована монография, написанная на основе данной диссертации. В свою очередь, в 1982 году Ревяко депонировал монографию «Немецкая историография о Пунических войнах», а в 1988 году опубликовал обобщающую монографию «Пунические войны». «Это первое комплексное исследование Пунических войн в советской историографии, ссылки на которое присутствуют во всех исследованиях по истории Римской республики и военного дела античности», — пришёл к выводу О. И. Малюгин .
В 1990-х К. А. Ревяко участвовал в написании научно-популярных работ. В 1993 году вместе с чешским антиковедом И. А. Лисовым издаёт учебное пособие «Уводзіны ў гісторыю Старажытнага Рыма». В 1996 году вышла книга тех же авторов «Античный мир в терминах, именах и названиях» (в 1997 году вышло 2-е издание, в 2001 году — третье; общий тираж — 30 тысяч экземпляров).
В 1990-х в составе различных авторских коллективов Казимир Ревяко участвовал в подготовке первых после долгого забвения переизданий книг Э. Ренана «Жизнь Иисуса» и «Апостолы», а также произведений Иосифа Флавия «Иудейская война» и «Иудейские древности». «…когда на кафедре развернулась подготовка к изданию „Иудейских древностей“ Иосифа Флавия, выяснилось, что в библиотеках Минска и в ближайших крупных библиотечных центрах отсутствует русский перевод этого произведения, а делать самостоятельный перевод нет ни времени, ни возможностей, именно Казимир Адамович, воспользовавшись своими научными контактами, смог достать русский (крайне редкий) дореволюционный текст, который и лег в основу белорусского комментированного издания. При этом он всячески выступал против упоминания в издании своего имени, считая, что не совершил ничего особенного. Хотя, как вспоминает В. А. Федосик, без Казимира Адамовича само издание „Иудейских древностей“ было бы невозможно», — отметил О. И. Малюгин.
Ещё одно направление деятельности Казимира Адамовича в 1990-х и 2000-х годах — учебная литература. Вместе с Г. И. Довгялло и М. С. Корзуном подготовил учебное пособие для 5-х классов «История древнего мира» на русском и белорусском языках (изданий 1996, 1998, 2001) и «История цивилизаций древнего мира» на белорусском и русском языках (изданий 1993), 8 карт и 5 контурных карт. Также в 1993 году К. А. Ревяко опубликовал учебное пособие для студентов / для вузов «Уводзіны ў гісторыю Старажытнага Рыма» (О. И. Малюгин писал, что К. А. Ревяко не смог завершить работу над учебником по истории Древнего Рима по причине тяжёлой болезни), в 1999 году — «Антычнасць на Беларусі» (обе книги — на белорусском языке), в 2001 году — «Западноевропейская культура: Античность и средневековье» (в соавторстве).
Долгие годы К. А. Ревяко руководил работой студенческого научного кружка «Античность и современность». Многие бывшие члены кружка уже имеют ученые степени и занимаются работой с будущими историками. Кружок продолжил работу с названием «Scriptorium», является самым старым на факультете и в 2014 году отметил полувековой юбилей.
В последние годы жизни Казимир Ревяко опубликовал две монографии: 1) «Войны Рима с Карфагеном: основные тенденции и направления историографии» (2000) и «Антычная спадчына на Беларусі» (1998).
«Быть может, не столь впечатляющей была подготовка научных кадров высшей квалификации — Казимир Адамович подготовил лишь двух кандидатов наук, но в условиях 90-х гг. XX в. и это заслуживает уважения. Его ученики избрали для себя другие области специализации — историю Римской Британии (Е. Е. Барсук) и историю Понтийских войн (А. Г. Зельский). Стоит только пожалеть, что К. А. Ревяко не удалось создать собственную научную школу», — заметил О. И. Малюгин.
В целом же Казимир Ревяко написал 3 монографии и около 100 статей и тезисов выступлений на научных конференциях. И до, и после распада Советского Союза К. А. Ревяко принимал активное участие в работе научных конференций в Минске, Москве, Вильнюсе, Львове, Ереване и многих других городах, был в научных командировках и в странах социалистического блока (Чехословакии, Польше, ГДР).
В 1997 году К. А. Ревяко было присвоено учёное звание профессора. 25 февраля 2001 года Казимир Адамович выступил с защитой докторской диссертации на тему «Борьба Рима и Карфагена за мировое господство». Научная и педагогическая деятельность Казимира Адамовича Ревяко была отмечена рядом грамот, такими как Почетные грамоты Министерства высшего и среднего специального образования БССР, Почетная грамота БГУ.

### Из воспоминаний о Казимире Адамовиче Ревяко
С. Г. Карпюк, ведущий научный сотрудник Института всеобщей истории РАН, которому доводилось встречаться с К. А. Ревяко в Москве на конференциях, отмечает, что для него Казимир Адамович является образцом белорусского интеллигента, эрудита, превосходного собеседника, отличного специалиста. Думается, что к этой характеристике присоединятся все знавшие Казимира Адамовича.— О. И. Малюгин, 

30 июня 2003 года в зале заседаний Президиума НАНБ одновременно получали докторские дипломы один из авторов этих строк и учившаяся в данном техникуме во времена преподавания К. А. Ревяко женщина, ставшая доктором сельскохозяйственных наук, а сам Ревяко К. А. — аттестат профессора. В момент, когда один из авторов этих строк, которого Казимир Адамович учил в БГУ в 1976—1977 учебном году, получал поздравления от своего педагога, подошла эта женщина и выразила Казимиру Адамовичу благодарность за знания, полученные во время его преподавания.— М. В. Стрелец, В. И. Стариков, 

## Избранные публикации К. А. Ревяко

### Диссертации
1. Ревяко, К. А. Роль римского и италийского плебса во 2-й Пунической войне: Диссертация на соискание ученой степени кандидата исторических наук: специальность 07.00.03 Всеобщая история / Белорусский государственный университет имени В. И. Ленина. — Минск, 1973.
2. Ревяко, К. А. Борьба Рима и Карфагена за мировое господство: Диссертация на соискание учёной степени доктора исторических наук: 07.00.03: 25.01.2001: 26.09.2001 / Белорусский государственный университет. — Минск, 2000.

### Монографии, научные сборники и статьи
1. Ревяко, К. А. Пунические войны. — Минск: Университетское, 1988. — 270, [1] с. — ISBN 5-7855-0087-6.
2. Равяка, К. А. Антычная спадчына на Беларусі / Навук. рэд. Корзун М. С.. — Минск: ЗАТ «Веды», 1998. — 100 с. — ISBN 985-6390-76-1.
3. Ревяко, К. А. Войны Рима с Карфагеном: основные тенденции и направления историографии / Научный редактор В. С. Кошелев. — Минск: Бел. гос. ун-т, 2000. — 139, [2] с. — ISBN 985-445-294-8.
4. [Рэдкалегія: С. М. Ходзін (адказны рэдактар), У. Н. Сідарцоў, К. А. Равяка, К. І. Казак, В. А. Цяплова, В. М. Шутава]. Гістарычныя крыніцы: праблемы класіфікацыі, вывучэння і выкладання: матэрыялы да Міжнароднай навукова-практычнай канферэнцыі, прысвечанай 120-годдзю з дня нараджэння У. І. Пічэты, Мінск, 23―24 красавіка 1998 г. — Минск: Белдзяржуніверсітэт, 1998. — ISBN 985-445-036-8.
5. Равяка, К. А. Пунические войны в русской дореволюционной историографии // Праблемы гісторыі старажытнага свету i сярэдніх вякоў: Матэрыялы навуковай рэспубліканскай канферэнцыi памяцi акадэмікаў М. М. Нікольскага i У. М. Перцава, 15-16 лістапада 1999 г., Мінск. — Минск: БДУ, 2000. — С. 80—86. — ISBN 985-445-390-1.

### Публикации источников и исследований
1. Иосиф Флавий. Иудейская война / Подгот. текста, предисл. и примеч. К. А. Ревяко, В. А. Федосика. — Минск: Беларусь, 1991. — 512 с.
2. Иосиф Флавий. Иудейские древности: [в 2 т.] / Иосиф Флавий; Г. Г. Генкель, В. А. Федосик, Г. И. Довгяло, К. А. Ревяко. — Минск: Беларусь, 1994.
3. Ренан Э. Ж. Жизнь Иисуса; Апостолы / Пер. с франц. Вступ. ст. К. А. Ревяко, В. А. Федосик. — Минск: Беларусь, 1991. — 494 с.

### Учебные пособия, научно-популярная и справочная литература
1. Западноевропейская культура: Античность и средневековье: Пособие для студентов специальности Г.05.01.00 «История» / И. О. Евтухов, М. С. Корзун, К. А. Ревяко, В. А. Федосик. — Мн. : БГУ, 2001. — 170, [2] с. — ISBN 985-445-574-2.
2. Равяка, К. А. Антычнасць на Беларусі: Вучэб. дапам. / К. А. Равяка. — Мн. : БДУ, 1999. — 80, [2] с. — ISBN 985-445-212-3.
3. Уводзіны ў гісторыю Старажытнага Рыма: Дапам. для ВНУ / І. А. Лісавы, К. А. Равяка. — Мн. : Універсітэцкае, 1993. — 62 с. — ISBN 5-7855-0729-3.
4. История древнего мира: Учеб. пособие для 5-го кл. / Г. И. Довгяло, М. С. Корзун, К. А. Ревяко. — [4 издания на русском языке и 2 издания на белорусском языке].
5. История цивилизаций древнего мира: учебное пособие для 5-го класса / Г. И. Довгяло, М. С. Корзун, К. А. Ревяко. — [По одному изданию на русском и белорусском языках].
6. Женщины-легенды / Г. И. Довгяло, Н. А. Гусакова, М. М. Казаков, А. А. Прохоров, К. А. Ревяко, Е. Д. Смирнова, Л. П. Сушкевич, Н. С. Талашова, Ю. Н. Тимохович, В. А. Федосик, О. И. Ханкевич, В. Ф. Шалькевич, Г. И. Шевченко, А. С. Шофман. — Минск : Беларусь, 1993. — 333, [3] с. — ISBN 5-338-00937-4.
7. Сладость мудрых речей: Сборник афоризмов и поучительных историй / Составители: И. А. Лисовый, К. А. Ревяко, Г. И. Шевченко. — Минск : Беларусь, 1993. — 286, [1] с. — ISBN 5-338-00906-4.
8. Античный мир в терминах, именах и названиях: Словарь-справочник по истории и культуре Древних Греции и Рима:
  - 1-е изд. — / И. А. Лисовый, К. А. Ревяко; предисл. Г. И. Шевченко. — Мн. : Беларусь, 1996. — 253 с. — ISBN 985-01-0017-6.
  - 2-е изд. — / И. А. Лисовый, К. А. Ревяко; предисл. Г. И. Шевченко. — Мн. : Беларусь, 1997. — 253 с. — ISBN 985-01-0200-4.
  - 3-е изд. — / И. А. Лисовый, К. А. Ревяко. — Мн. : Беларусь, 2001. — 253 с. — ISBN 985-01-0366-3.